# Piccola Alice
Piccola Alice (Tiny Alice) è un'opera teatrale del drammaturgo statunitense Edward Albee, debuttata a Broadway nel 1964. La piece esplora il tema della corruzione del clero e della relazione tra religione e potere.

## Trama
La vedova Miss Alice è la donna più ricca del mondo e, tramite il suo avvocato, offre al Cardinale una donazione di 100 milioni l'anno. Fratello Julian, il segretario del Cardinale, deve recarsi a casa di Miss Alice per completare le ultime formalità, ma qui cade vittima dei piani della vedova, intenzionata a sedurlo.

## Produzioni
Piccola Alice debuttò il 21 dicembre 1964 al Billy Rose Theatre di New York e lì rimase in scena per 167 repliche fino al 22 maggio 1965. Alan Schneider curava la regia, mentre John Gielgud (Julian), Irene Worth (Miss Alice), William Hutt (Avvocato) ed Eric Barry (Cardinale) costituivano il cast. La piece fu candidata a cinque Tony Award: miglior opera teatrale, miglior drammaturgo (Albee), miglior regia (Schneider), migliori produttori (Clinton, Wilder, Richard Barr Theatre), miglior attore protagonista in uno spettacolo (Gielgud) e miglior attrice protagonista in uno spettacolo (Worth). Per la sua interpretazione Irene Worth vinse il primo dei suoi tre Tony Award.
Il 15 gennaio 1970 la Royal Shakespeare Company produsse la prima britannica della piece, in scena all'Aldwych Theatre di Londra. Robin Phillips curava la regia, Irene Worth tornò a recitare nel ruolo di Miss Alice e il resto del cast era costituito da Frank Gatliff (Maggiordomo), Richard Pearson (Cardinale), David Warner (Julian) e Ray McAnally (Avvocato).
Bel 1970 Einaudi ha pubblicato Piccola Alice in una collezione di opere di Albee che comprende Chi ha paura di Virginia Woolf?, La morte di Bessie Smith, Il sogno americano, La sabbiera, Un equilibrio delicato e Storia dello zoo.
Mark Lamos ha diretto una nuova produzione per il Second Stage Theatre di New York, in cartellone dal 16 novembre 2000 al 7 gennaio 2001. Il cast annoverava: Laila Robins (Miss Alice), John Michael Higgins (Maggiordomo), Tom Lacy (Cardinale), Stephen Rowe (Avvocato) e Richard Thomas (Fratello Julian).